# Pardus
Pardus (лат. леопард) — дистрибутив вільної операційної системи Linux, котрий розробляється за підтримки турецького уряду. Pardus в основному фокусується на офісній роботі, включаючи використання у турецьких урядових агенціях. Попри це, Pardus постачається з підтримкою кількох мов. Він простий у використанні і доступний для безплатного використання. Має кілька спільнот підтримку по світу.
Назва дистрибутиву походить від латинської наукової назви анатолійського леопарду.
Випуски дистрибутиву до 2013 року не були відгалуженням від інших проектів і реалізовували кілька цікавих рішень, що робили дистрибутив привабливим для користувачів інших країн.  Наприклад, скрипти ініціалізації були написані на мові Python, присутній менеджер історії змін системи, використовувався власний пакетний менеджер PiSi, своя інфраструктура управління конфігурацією COMAR, оригінальний інсталятор YALI. 
Версія 2013 ознаменувала собою втрату самобутності через перехід на використання пакетної бази Debian 'Wheezy', що перетворило проект з унікальної розробки в ще одну збірку Debian, розраховану на специфіку переваг турецьких користувачів.

## Складові частини
- Ядро Linux 2.6.37.6
- GRUB 0.97 (GRUB-legacy)
- журнальовані файлові системи: ext3, ext4, ReiserFS, XFS.
- KDE 4.6.5
- LibreOffice 3.4.3
- Firefox 5.0 (можливо, в наступних виданнях дистрибутиву буде Chrome)
- Clementine 0.7.1
- Gimp 2.6.11

## Основні властивості
- Власний формат збереження та передавання пакетів «PiSi», враховуються залежності. Використовується формат XZ для стискання. Власне програмне забезпечення написане на мові Python. Для опису змісту пакетів використовується формат XML, додаткові скрипти налаштування пакетів можуть бути написані на мові python та використовувати API підсистеми налаштування COMAR.
- Налаштування системи вбудовані у графічну оболонку KDE, що дозволяє не відкривати два різних додатки.
- Всі додатки максимально інтегровані в оболонку KDE, ще не заважає групам ентузіастів розробляти версії під GNOME, XFCE та інші графічні оболонки (Стільни́ці)
- Дістрибутив розробляється державним інститутом: Turkish National Research Institute of Electronics and Cryptology.
- В систему вбудований додаток, розрахованний на починаючих користувачів — Kaptan, який надає користувачу з початку роботи  налаштувати все, виходячи з своїх інтересів, та уподобань. Всі кроки робляться послідовно, кожен с пунктів налаштування системи  ретельно описано.

## Історія
- 2008.1 15 вересня 2008 Pardus 2008.1 Hyaena hyaena. Встановлювальні диски поділено на: Турецьку, та Англійську — багатомовну (9 інших мов) версії. Покращено з'єднання з мережею. [1]

- 2008.2 30 січня 2009 Pardus 2008.2 Canis aureus

- 2009 17 липня 2009 Pardus 2009

- 2009.1 16 січня 2010 Pardus 2009.1 || Linux ядро 2.6.31.11, змішанні образи ISO

- 2009.2 4 червня 2010 Pardus 2009.2 || Багато оптимізацій та покращена інтеграція стандартних служб pardus з оточенням користувача.[2]

- 2011 20 січня 2011 Pardus 2011 Нове ядро 2.6.37, Mozilla Firefox 4.0 Beta9, Panda - управління пропріорітарними драйверами,  використання алгоритму XZ для стиснення пакетів, поява 64-бітної версії дістрибутиву

- 2011.1 12 липня 2011 Pardus 2011.1 Dama Dama Нове ядро до 2.6.37.6, Mozilla Firefox 5.0, KDE 4.6.5, LibreOffice 3.4.1.3

- 2011.2 19 вересня 2011 Pardus 2011.2 Cervus elaphus LibreOffice 3.4.3. Виправлення безпеки Mplayer. Множинні виправлення NetworkManager, ModemManager, LibreOffice.|}

Примітка: Alpha/Beta-релізи не вказані .

## Виноски
1. ↑  Pardus TÜBİTAK/UEKAE. Архів оригіналу за 6 жовтня 2011. Процитовано 5 грудня 2011. [Архівовано 2011-10-06 у Wayback Machine.]
2. ↑  Pardus TÜBİTAK/UEKAE. Архів оригіналу за 8 червня 2010. Процитовано 5 грудня 2011. [Архівовано 2010-06-08 у Wayback Machine.]